# Национальная кинопремия (Индия) за лучшую хореографию
Национальная кинопремия за лучшую хореографию (хинди राष्ट्रीय चित्रपट पुरस्कार, सर्वोतम नृत्य संयोजन) — категория главной кинематографической премии Индии под эгидой Дирекции кинофестивалей Министерства информации и телерадиовещания Правительства Индии, присуждаемая хореографам за лучшую за прошедший год постановку танца-сопровождения к песне в художественном фильме индийского кинематографа на любом из языков или диалектов Индии.

## Описание
Премия за лучшую хореографию была введена в ходе подготовки к 39-й церемонии награждения Национальной кинопремии (прошедшей в 1992 году, по заслугам в кино 1991 года), однако первое награждение произошло только в последующем, 1993 году на юбилейной 40-й церемонии награждения.
Как и для других «личных категорий» за заслуги в художественных фильмах, для хореографов предназначена премия «Серебряный Лотос» (хинди रजत कमल, Rajat Kamal); лауреатам премии вручают медаль премии (NFA), сертификат о награждении и денежный приз (до 2006 — 10 тысяч, позднее — 50 тысяч рупий). Честь вручения всех премий традиционно принадлежит президенту Индии.
Первой в категории была награждена в 1993 году Лакшмибаи Колхапуркар за постановку танца в фильме на маратхи «Жил-был клоун».
Наибольшее число премий на конец 2020 года было присуждено Сародж Хан, получившей её три раза — в 2003, 2006 и 2008 годах.

## Лауреаты

### 1990—2000-е
| Год и номер церемонии | Лауреаты                               | Фото            | К песне                                     | Фильмы и их языки                      | Формулировки |
| --------------------- | -------------------------------------- | --------------- | ------------------------------------------- | -------------------------------------- | --- |
| 1992 (39-е вручение)  | Не присуждалась                        | Не присуждалась | Не присуждалась                             | Не присуждалась                        | Не присуждалась |
| 1993 (40-е вручение)  | Лакшмибаи Колхапуркар                  |                 | «Naadamaya Ee Lokavellaa»                   | «Жил-был клоун» (маратхи)              | За удачную экранную адаптацию формы народного театра. |
| 1994 (41-е вручение)  | Сундарам                               |                 |                                             | «Вор! Вор!» (тамильский)               | За оркестровку синхронного танца массовой группы общего танца с ошеломительными световыми эффектами и музыкой ног.                                        |
| 1995 (42-е вручение)  | Джай Бораде                            |                 |                                             | «Кто я для тебя?» (хинди)              | За изящную и доставляющую эстетическое удовольствие хореографию, одновременно современную и традиционную в своём следовании индийским культурным канонам. |
| 1996 (43-е вручение)  | Илеана Китаристи                       |                 |                                             | «Yugant» (бенгали)                     | За изящную и образную композицию танца. |
| 1997 (44-е вручение)  | Прабху Дева                            |                 | «Strawberry Kannae» «Vennilavae Vennilavae» | «Minsara Kanavu» (тамильский)          | За непревзойдённый чувственный язык тела и уникальный образец хореографии.                                                                                |
| 1998 (45-е вручение)  | Шиамак Давар                           |                 | «Mere Dushman Mere Bhai»                    | «Сумасшедшее сердце» (хинди)           | За яркое и эстетичное использование цвета и композиции в фильме, обогащающие его танец и ритмику.                                                         |
| 1999 (46-е вручение)  | Бринда                                 |                 | «Swargam Thedi Vannore»                     | «Дайа» (малаялам)                      | За оригинальную и одухотворённую адаптацию арабского танца.                                                                                               |
| 2000 (47-е вручение)  | Арш Танна Самир Танна Ваибхави Мерчант |                 | «Dholi Taro»                                | «Навеки твоя» (хинди)                  | За комбинацию музыкальных элементов в танцевальном эпизоде, мастерски поставленном хореографом, для обогащения его изобразительности.                     |
| 2001 (48-е вручение)  | Кала                                   |                 |                                             | «Kochu Kochu Santhoshangal» (малаялам) | За танцевальный эпизод, мастерски созданный с верностью нащими богатыми традициями и наследием.                                                           |
| 2002 (49-е вручение)  | Раджу Хан                              |                 | «Ghanan Ghanan»                             | «Лагаан: Однажды в Индии» (хинди)      | За хореографию к этой песне, выразительно и мастерски поставленную с верностью нашей традиции и наследию в мыслях.                                        |
| 2003 (50-е вручение)  | Сародж Хан                             |                 | «Dola Re Dola»                              | «Девдас» (хинди)                       | За создание захватывающих движений танца, выражающих дух персонажей и эпохи.                                                                              |
| 2004 (51-е вручение)  | Фара Хан                               |                 | «Idhar Chala Main Udhar Chala»              | «Ты не одинок» (хинди)                 | За текучее сочетание различных танцевальных стилей в лучших традициях мюзикла.                                                                            |
| 2005 (52-е вручение)  | Прабху Дева                            |                 | «Main Aisa Kyun Hoon»                       | «Цель жизни» (хинди)                   | За его творческую, эффектную и ритмичную композицию танца.                                                                                                |
| 2006 (53-е вручение)  | Сародж Хан                             |                 |                                             | «Sringaram» (тамильский)               | В вознаграждение за аутентичное воссоздание традиции девадаси, показанной c беспримерным изяществом и красотой.                                           |
| 2007 (54-е вручение)  | Мадху Гопинатх Вакком Саджив           |                 |                                             | «Rathri Mazha» (малаялам)              | За хореографию, демонстрирующую новаторскую эстетику в ритме и движении.                                                                                  |
| 2008 (55-е вручение)  | Сародж Хан                             |                 | «Yeh Ishq Haaye»                            | «Когда мы встретились» (хинди)         | За яркое представление красочной песни холмов на фоне гоp.                                                                                                |
| 2009 (56-е вручение)  | Чинни Пракаш Рекха Пракаш              |                 | «Azeem-o-Shaan Shahenshah»                  | «Джодха и Акбар» (хинди/урду)          | ''За экстравагантную и фантастическую трактовку величественного празднества.                                                                              |

### 2010—2020-е годы
| Год и номер церемонии | Лауреаты                        | Фото | К песне               | Фильмы и их языки                     | Формулировки |
| --------------------- | ------------------------------- | ---- | --------------------- | ------------------------------------- | --- |
| 2010 (57-е вручение)  | К. Шивашанкар                   |      | «Ei To Ami»           | «Великий воин» (телугу)               | За захватывающую энергию и новаторство. |
| 2011 (58-е вручение)  | Динеш Кумар                     |      |                       | «Поле битвы» (тамильский)             | За использование природного обаяния и новаторского дизайна в искусстве хореографии, передающем искромётную энергию зрителю.                                                                                               |
| 2012 (59-е вручение)  | Дуэт Bosco-Caesar               |      | «Сеньорита»           | «Жизнь не может быть скучной» (хинди) | За новаторское сопряжение реалистичного танцевального мероприятия в Испании и главных героев в сцене фильма. Они смогли непринуждённо сочетать традицию профессионального фламенко с умениями и стилем индийских актёров. |
| 2013 (60-е вручение)  | Бирджу Махарадж                 |      | «Unnai Kaanadhu Naan» | «Многоликий» (тамильский)             | Доставляющая артистическое наслаждение хореография этого ветерана сцены, сохраняющая чистоту танцевальной формы стиля катхак, добавила дополнительное измерение к образу главной роли.                                    |
| 2014 (61-е вручение)  | Ганеш Ачария                    |      | «Maston Ka Jhund»     | «Беги, Милка, беги!» (хинди)          | За эффективное использование молодых солдат и простого реквизита, доступного в казармах, для создания бурного и буйного танца.                                                                                            |
| 2015 (62-е вручение)  | Судеш Адхана                    |      | «Bismil»              | «Хайдер» (хинди)                      | |
| 2016 (63-е вручение)  | Ремо де Соуза                   |      | «Deewani Mastani»     | «Баджирао и Мастани» (хинди)          | За создание чарующих движений, которые выражают мучения любви, бросающей вызов социальным барьерам, и резонируют с основной темой фильма.                                                                                 |
| 2017 (64-е вручение)  | Раджу Сундарам                  |      | «Pranaamam»           | «Доброе сердце» (телугу)              | |
| 2018 (65-е вручение)  | Ганеш Ачария                    |      | «Gori Tu Latth Maar»  | «Туалет. История любви» (хинди)       | |
| 2019 (66-е вручение)  | Крути Махеш Мадья и Джоти Томар |      | «Ghoomar»             | «Падмавати» (хинди)                   | Изысканные тонкие движения прекрасно синхронизируются, создавая визуальное удовольствие. |
| 2020 (67-е вручение)  | Раджу Сундарам                  |      | «Padara Padara»       | «Maharshi» (телугу)                   | |
| 2021 (68-е вручение)  | Сандхия Раджу                   |      | «Kadambari»           | «Natyam» (телугу)                     | |